# Sonic Rivals 2
Sonic Rivals 2 es un videojuego desarrollado por Backbone Entertainment, diseñado por Sonic Team y distribuido por Sega en exclusiva para la videoconsola PlayStation Portable. Sonic Rivals 2 es la secuela de Sonic Rivals, que fue desarrollado por la misma compañía.

## Personajes
Como en la entrega pasada está Sonic, Shadow, Knuckles, Silver y Metal Sonic, pero además de ellos en esta segunda entrega está disponible Tails, Espio y Rouge.

## Cambios
En comparación a la primera entrega este nuevo juego además de hacer las carreras de siempre, hay la nueva opción de batalla donde puedes jugar knock out (batalla), battle rings (batalla de anillos), laps of race (vueltas de la pista) y otros modos de batalla. Otro cambio importante, es que ahora para activar el poder especial de cada personaje es coleccionando rings (anillos).

## Argumento
Sonic y Tails: Mientras Sonic descansa en una colina Tails corre para decirle que Eggman NEGA planea algo, pero en el camino se van dando cuenta del plan: resucitar al IFRIT, un monstruo malvado atrapado en una dimensión alterna.
Knuckles y Rouge: Cuando Knuckles otra vez busca su tan preciada Master Emerald, Rouge busca cerca de él las 7 Emeralds del Chaos para su cliente (sin saber que él era en realidad Eggman NEGA), donde al encontrarse con Knuckles, él acepta ayudarla.
Shadow y Metal Sonic: Mientras Shadow esta en sus asuntos, Eggman a través de Metal Sonic le comunica a Shadow que Eggman NEGA intenta robar las Emeralds para abrir la puerta hacia la dimensión del Ifrit por lo cual le pide ayuda a Shadow para que recoja las Emeralds antes de que ocurra lo peor. 
Silver y Espio: Silver (un erizo proveniente del futuro) trata de advertir a todos que un monstruo malévolo los destruirá, pero ni Sonic, Tails, Knuckles, Rouge y Shadow le creen, siendo Espio el único que cree en él, aceptando ayudarlo para evitar el futuro atroz que se vivirá.

## Etapas
• Blue Coast Zone: Una zona frente al mar con arquitectura antigua.
• Sunset Forest Zone: Un bosque con corrientes de aire y lianas. 
•Neon Palace: Una ciudad llena de luces parecida a un casino. 
•Frontier Canyon Zone: Un desierto parecido al lejano oeste. 
•Mystic Haunt Zone: Una mansión embrujada con fantasmas que se espantan prendiendo luces. 
•Chaotic Inferno Zone: Una dimensión destruida llena de lava donde habita el Ifrit. 

## Trajes
• Traje de Sonic de carreras: Corre 15 kilómetros con Sonic. 
• Traje de Espio de carreras: Usa el movimiento Signature de Espio, 20 veces. 
• Traje de Knuckles de carreras: Ataca a cualquier rival con Knuckles 50 veces. 
• Traje de Shadow de carreras: Usa el Chaos Control de Shadow 20 veces. 
• Traje de Silver de carreras: Usa el movimiento Silver’s Signature con cualquier rival 20 veces. 
• Traje de Rouge de carreras: Consigue 500 anillos con Rouge. 
• Traje de Tails de piloto: Obtén un registro de 3 minutos de vuelo con Tails. 
• Traje de Tails de tigre: Gana a Metal Sonic con Tails, 20 veces. 
•Traje de Sonic cola negra: Vence a Shadow con Sonic, 20 veces en cualquier modo de juego. 
• Traje Metal Sonic’s Circuits: Gana la copa Metal de 1 player. 
• Traje Metal Sonic’s Mach2.0: Gana la copa Metal de 1 player. 
• Traje de Sonic de hielo: Gana la copa Sonic de 1 player. 
• Traje de Sonic de Guepardo: Gana la copa Sonic de 1 player. 
• Traje Metal Sonic’s Jester: Vence a Tails con Metal Sonic, 20 veces. 
• Traje Metal Sonic’s Mach 3.0: Imita correctamente los movimientos Signature de todos los 
rivales con Metal Sonic. 
• Traje de Shadow de los 80: Gana la copa Shadow de 1 player. 
• Traje de Shadow de fuego: Gana la copa Shadow de 1 player. 
• Armadura de Knuckles: Gana la copa Knuckles de 1 player. 
• Traje de Knuckles de huevo: Gana la copa Knuckles de 1 player. 
• Traje de Knuckles de gladiador: Vence a Rouge con Knuckles, 20 veces en cualquier modo de 
juego. 
• Cyber traje de Silver: Vence a Espio con Silver, 20 veces en cualquier modo de juego. 
• Traje navideño de Silver’s: Gana la copa Silver de 1 player. 
• Traje de Silver de relámpago: Gana la copa Silver de 1 player. 
• Traje Ninja de Espio: Gana la copa Espio de 1 player. 
• Traje de Caballero de Espio: Gana la copa Espio de 1 player. 
• Traje de Espio de momia: Vence a Silver con Espio, 20 veces. 
• Traje de Tails de capitán: Gana la copa Tails de 1 player. 
• Traje de Tails de cebra: Gana la copa Tails de 1 player. 
• Traje de Rouge de asalto: Gana la copa Rouge de 1 player. 
• Traje de Rouge de cautela: Gana la copa Rouge de 1 player. 
• Armadura de Rouge: Vence a Knuckles con Rouge, 20 veces. 
• Traje de Shadow de mercenario: Vence a Sonic con Shadow, 20 veces en cualquier modo de 
juego. 

## Copas
• Copa Sonic: Supera el Ifrit con Sonic 
• Copa Silver: Supera el Ifrit con Silver 
• Copa Shadow: Supera el Ifrit con Shadow 
• Copa Metal: Supera el Ifrit con Metal Sonic 
• Copa Knuckles: Supera el Ifrit con Knuckles 
• Copa Tails: Supera el Ifrit con Tails 
• Copa Espio: Supera el Ifrit con Espio o supera el Ifrit con Rouge. 
Detectores de Chao: 
• Detector de Chao zona 1: Alcanza la puntuación más alta en la zona 1 del Acto 3. 
• Detector de Chao zona 2: Alcanza la puntuación más alta en la zona 2 del Acto 3. 
• Detector de Chao zona 3: Alcanza la puntuación más alta en la zona 3 del Acto 3. 
• Detector de Chao zona 4: Alcanza la puntuación más alta en la zona 4 del Acto 3. 
• Detector de Chao zona 5: Alcanza la puntuación más alta en la zona 5 del Acto 3. 
• Detector de Chao zona 6: Alcanza la puntuación más alta en la zona 6 del Acto 3.